# Shieldhill
Shieldhill är en by i Falkirk kommuner i Skottland. Byn är belägen 37,3 km 
från Edinburgh. Orten har 2 440 invånare (2016).